# Lama (Francja)
Lama – miejscowość i gmina we Francji, w regionie Korsyka, w departamencie Górna Korsyka.
Według danych na rok 1990 gminę zamieszkiwało 98 osób, a gęstość zaludnienia wynosiła 5 osób/km².